# Edna Best
Pour les articles homonymes, voir Best.
Edna Best, née à Hove (Royaume-Uni) le 3 mars 1900 et morte  à Genève (Suisse) le 18 septembre 1974, est une actrice anglaise.

## Biographie
De son mariage avec l'acteur Herbert Marshall est née l'actrice Sarah Marshall.

## Filmographie

### Au cinéma
- 1921 : Tilly of Bloomsbury : Tilly Welwyn
- 1923 : A Couple of Down and Outs : Molly Roarke
- 1930 : Sleeping Partners : She
- 1930 : Loose Ends : Nina Grant
- 1930 : Escape (en) : Shingled Lady
- 1930 : Beyond the Cities : Mary Hayes
- 1931 : The Calendar : Jill Panniford
- 1931 : Michael and Mary : Mary Rowe
- 1932 : The Faithful Heart : Blackie Anderway / Blackie's Daughter
- 1934 : The Key de Michael Curtiz : Norah Kerr
- 1934 : L'Homme qui en savait trop (The Man Who Knew Too Much) d'Alfred Hitchcock : Jill Lawrence
- 1938 : South Riding : Sarah Barton
- 1938 : Prison Without Bars : Yvonne Chanel
- 1939 : Intermezzo (Intermezzo: A Love Story) de Gregory Ratoff : Margit Brandt
- 1940 : Le Robinson suisse (Swiss Family Robinson) : Elizabeth Robinson
- 1940 : Une dépêche Reuter (A Dispatch from Reuter's) de William Dieterle : Ida Magnus Reuter
- 1947 : Un mariage à Boston (The Late George Apley) de Joseph L. Mankiewicz : Catherine Apley
- 1947 : L'Aventure de madame Muir (The Ghost and Mrs. Muir) de Joseph L. Mankiewicz : Martha Huggins
- 1948 : Le Rideau de fer (The Iron Curtain ou Behind the Iron Curtain) de William A. Wellman : Mrs. Albert Foster (neighbor)

### À la télévision
- 1938 : Love from a Stranger (téléfilm) : Cecily Harrington
- 1956 : This Happy Breed (téléfilm) : Ethel